# 里弗本德 (密蘇里州)
里弗本德（英語：River Bend）是位於美國密蘇里州傑克遜縣的村。

## 人口
根據2020年美國人口普查的數據，里弗本德的面積為4.52平方千米，當中陸地面積為3.94平方千米，而水域面積為0.58平方千米。當地共有人口3人，而人口密度為每平方千米1人。